# Taobao
Taobao (chinesisch: 淘宝; Pinyin: Táobǎo ; deutsch „Schatz ausgraben“, englisch „digging for treasure“) ist eine chinesische online-Einkaufsplattform für den C2C-Einzelhandel (Consumer-to-Consumer), die am 10. Mai 2003 vom Mutterkonzern Alibaba Group eingeführt wurde. Taobao.com war im globalen Vergleich unter den zehn meistbesuchten Internetseiten im Jahr 2018. In China ist sie die drittmeistbesuchte Webseite (Stand: 29. April 2018) und hat eine Penetrationsrate von 87 %. Taobao hat laut eigenen Angaben fast 500 Millionen registrierte Benutzer, von denen mehr als 60 Millionen täglich aktiv sind. Registrierten Kunden wird eine umfangreiche Produktpalette angeboten, die mittlerweile über 800 Millionen Produkte umfasst. Pro Minute werden 48.000 Artikel verkauft.

## Gründung
Jack Ma (* 10. September 1964 in Hangzhou, China)  ist Gründer und Geschäftsführer des chinesischen Unternehmens Alibaba.com Inc., der auch die E-Commerce-Handelsplattform Taobao ins Leben gerufen hat. Im Jahr 1999 gründete er die B2B-Website (Business-to-Business) Alibaba.com mit einem Startkapital von 60.000 US-Dollar. Bereits ein Jahr später verzeichnete Alibaba.com monatlich über 1000 neue Nutzerregistrierungen.
Im Jahr 2002 erwarb die amerikanische C2C-Business-Website eBay ein Drittel der chinesischen Auktionsplattform Eachnet.com für 30 Millionen US-Dollar, um Zugang zum chinesischen Markt zu finden. Ein Jahr später erwarb eBay die restlichen Anteile von Eachnet für insgesamt 150 Millionen US-Dollar und übernahm die chinesische Auktionsplattform vollständig. Jack Ma empfand eBays Aktivitäten in China als eine Bedrohung für Alibabas Geschäfte und Zukunft: „We knew that someday eBay would come in our direction.“ Er war sich bewusst, dass die Grenze zwischen C2C und B2B nur schwer zu differenzieren ist. Es war nur eine Frage der Zeit, bis eBay in das Territorium von Alibaba.com vordringen würde. Auf eBays Versuch, durch Eachnet in den chinesischen Markt einzudringen, reagierte Jack Ma im Jahr 2003 mit der Gründung der C2C-Plattform Taobao.com. Obwohl eBay es bereits geschafft hatte, sich in anderen Ländern erfolgreich zu etablieren und mehr Erfahrung im E-Commerce als Alibaba.com aufwies, konnte die US-amerikanische Auktionsplattform Taobao trotzdem nicht übertrumpfen. In einem seiner bekannten Zitate verglich Jack Ma sich selbst mit einem Krokodil im Jangtse-Strom und eBay mit einem Hai im Ozean. Kommt es zwischen beiden Giganten zu einem Kampf im Ozean, so hätte das Krokodil keine Chance zu gewinnen. Wenn dieser Kampf aber im Fluss stattfindet, dann würde der Hai verlieren. Laut der Forschungsfirma Analysis International erreichten Taobaos Anteile am C2C-Markt in China im Jahr 2005 bereits 57,7 % und somit 26,2 Prozentpunkte mehr als eBay Eachnet.
Die damalige eBay-Führung gestand sich schließlich ein, dass die US-amerikanische Auktionsplattform auf dem chinesischen Markt gegen Taobao nicht gewinnen kann und verfolgte daraufhin eine neue Strategie. eBay plante, Taobao zu akquirieren, und bot 150 Millionen US-Dollar an. Joe Tsai, der ehemalige Finanzchef von Alibaba (heute Vice Chairman), lehnte das Angebot ab und verlangte stattdessen 900 Millionen US-Dollar. Die Akquisition wurde letzten Endes nicht durchgeführt. Noch im selben Jahr 2005 zog sich eBay aus dem chinesischen Markt zurück.  Bis Ende 2006 stiegen Taobaos Marktanteile hingegen bis auf 70 %.

## Business-Konzept
Die E-Commerce-Plattform Taobao.com verfolgte von Anfang an ein Low-Cost und Low-Margin-Business Modell und grenzte sich damit deutlich vom US-amerikanischen Konkurrenten eBay ab, der relativ hohe Gebühren von Kunden für die Nutzung seiner Plattform erhebt. Taobaos Umsatz wird hingegen hauptsächlich durch Werbung und andere Handelsdienstleistungen generiert.
Um neue Interessenten zu akquirieren und eBay-Nutzer abzuwerben, implementierte Taobao anfänglich die Marketingstrategie „free for three years“. Registrierte Nutzer konnten auf Taobao.com Konten gebührenfrei einrichten und drei Jahre lang kostenfrei Transaktionen durchführen. Der Umsatz spielte für Taobao zunächst nur eine zweitrangige Rolle. Das Ziel, Interessenten anzulocken und zu gewinnen, hatte hingegen höchste Priorität, um eBay auf dem chinesischen Markt ausstechen zu können. Mittlerweile sind Transaktionen auf Taobao.com gebührenpflichtig, allerdings sind die Kosten auf der chinesischen Plattform relativ gering. Taobao.com erhebt eine Gebühr von weniger als 2,5 % des gesamten Transaktionswertes, wohingegen eBay 8,5 % berechnet.
Für Kunden wurden zudem weitere attraktive Konditionen und Aktionen entwickelt, beispielsweise haben Konsumenten auf Taobao.com die Möglichkeit ohne Bezahlung einzukaufen. Dazu gibt es verschiedene Werbeaktionen auf der Plattform. Kunden können virtuelle Punkte „verdienen“ und sammeln, indem sie bei unterschiedlichen Aktionen teilnehmen. Die gesammelten Punkte können beim Einkauf eingelöst werden und ersetzen die Bezahlung mit monetären Mitteln.
Zudem entwickelte Taobao extra eine LiveChat-Funktion „AliWangWang“ (阿里旺旺) für Kunden, damit Käufer und Verkäufer direkt miteinander kommunizieren und untereinander verhandeln können. Diese Dienstleistung von Taobao bietet Nutzern mehr Freiheit und ist ein weiteres Merkmal, wodurch Taobao sich stark vom US-amerikanischen Wettbewerber unterscheidet. Verkäufer und Käufer können weder auf eBay.com noch auf Eachnet.com miteinander kommunizieren. EBay befürchtete, wenn eBay-Nutzern eine Kommunikationsmöglichkeit angeboten wird, dass sie die Handelsplattform lediglich als Kommunikationsplattform verwenden werden, um den Verkauf offline abzuwickeln und die Transaktionsgebühren zu vermeiden. Taobao hingegen erhob am Anfang gar keine Gebühren. Aufgrund dessen existierten für die chinesische E-Commerce-Webseite diese Befürchtungen nicht. Im Gegensatz zu eBay, förderte Taobao die Kommunikation zwischen Käufer und Händler.

## Alibabas „Rural Taobao Strategy“
Während der E-Commerce in den Städten boomt, war das Konzept des Online-Geschäfts in den ländlichen Regionen bisher eher unbekannt. Die Gründe hierfür liegen in der geringen Bildung und Einkommensniveau der Bevölkerung sowie am Mangel an Infrastruktur und Investitionskapital. Jack Ma plante, dies zu ändern und Taobao in die Dörfer einzuführen: “We’re really hoping to bring e-commerce to all of China’s [many] villages, so that rural people can get a taste of the city life and sell their own products in the cities”. Ein „Taobao Village“ besteht, nach der Definition von AliResearch, aus einer Gruppe ländlicher E-Tailer (Einzelhändler, die ihre Produkte ausschließlich über das Internet vertreiben), in denen mindestens 10 % der Dorfhaushalte E-Commerce betreiben oder mindestens 100 Online-Shops von Dorfbewohnern eröffnet wurden und das gesamte jährliche E-Commerce-Transaktionsvolumen im Dorf mindestens 10 Millionen beträgt. Es gibt mittlerweile etwa 3000 Taobao-Dörfer, die meist nur ein Produkt herstellen und auf Taobao.com online verkaufen, beispielsweise wird im Dorf Xiniujiao (chin. 犀牛角; Provinz Guangzhou) hauptsächlich Damenkleidung hergestellt, während der Fokus in Lankao (Provinz Henan) auf die Produktion von traditionellen chinesischen Musikinstrumenten liegt.

## AliPay
AliPay (chinesisch: 支付宝; Pinyin: Zhīfùbǎo) ist eine chinesische Online-Zahlungsplattform, die am 18. Oktober 2003 von Alibaba Group eingeführt wurde. Sie ist der chinesische Konkurrent von PayPal. AliPay wurde entwickelt, um die Lücke im Online-Zahlungssystem in China zu schließen. Zu dem Zeitpunkt besaßen nur etwa 1 % der Bevölkerung Kreditkarten und es existierte noch keine etablierte Online-Zahlungsplattform. AliPay bietet Treuhanddienste für alle Händler an, die innerhalb der Alibaba E-Commerce-Geschäft agieren. Das chinesische Zahlungssystem dient als Zwischeninstitution und unterscheidet sich durch sein Konzept stark von PayPal, denn durch die Nutzung von AliPay wird das Geld nicht direkt zwischen Erwerber und Händler transferiert. Bei einer Warenbestellung auf Taobao.com wird das Geld vom Käufer stattdessen zunächst an AliPay überwiesen. Erst bei der Annahme und Bestätigung über den mangelfreien Zustand der Ware durch den Käufer, leitet AliPay das Geld an den Verkäufer weiter.

## Singles Day

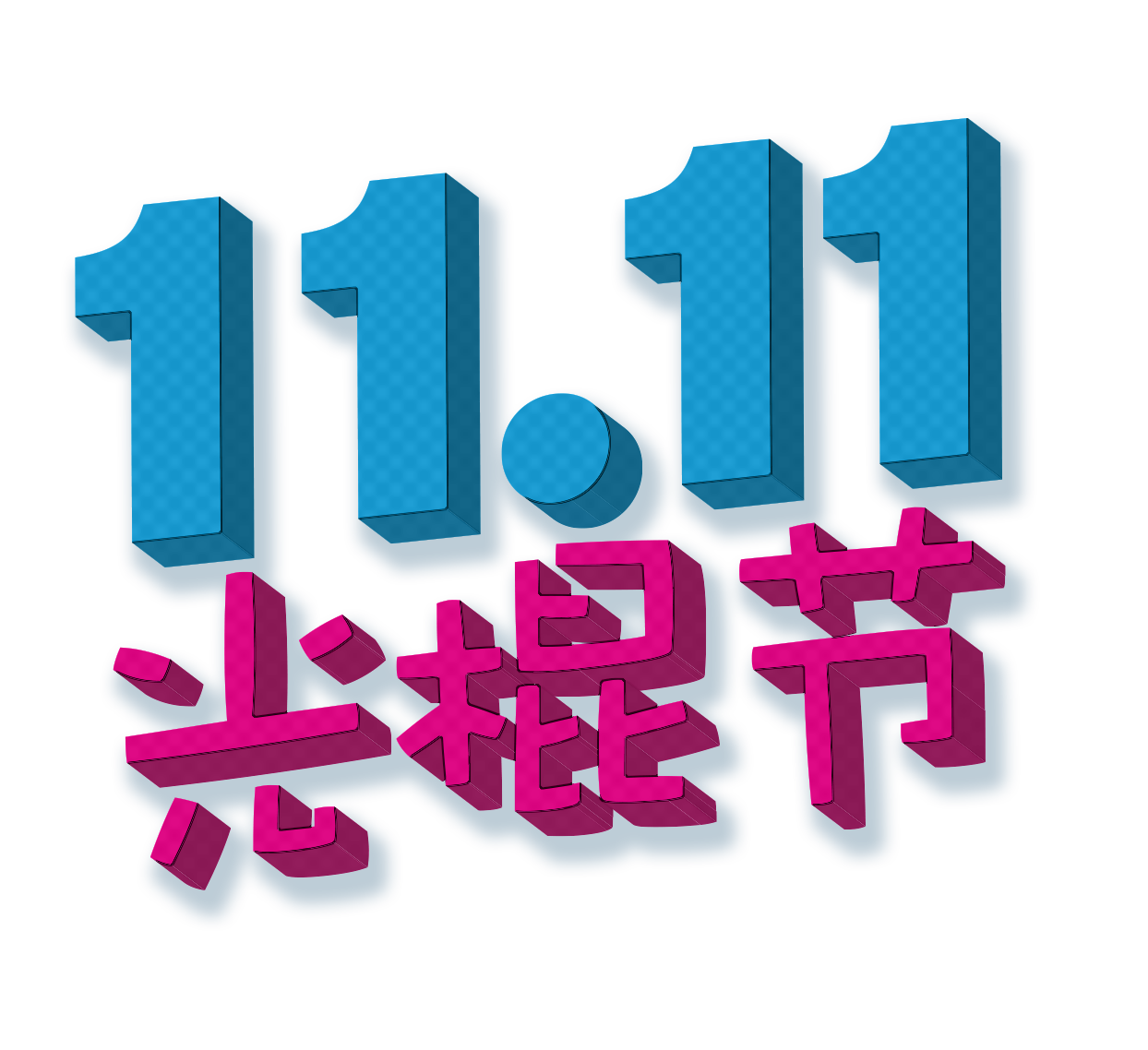
Symbol für den Singles’ Day; chinesisch: 光棍节; Pinyin: Guānggùn Jié

Der chinesische Singles Day findet jährlich am 11. November statt und ist Chinas größter E-Commerce-Verkaufstag des Jahres. Er wurde erstmals im Jahr 2009 von Alibaba eingeführt und ist mit dem US-amerikanischen Sales-Aktionen an Black Friday und Cyber Monday vergleichbar. Der chinesische Singles-Tag, der ursprünglich ledigen Personen gewidmet wurde, ist vor allem dafür bekannt, Rekordverkaufszahlen zu erreichen und die Verkaufszahlen von Black Friday oder Cyber Monday zu übertreffen. Am 11. November 2015 wurden bereits in den ersten acht Minuten Transaktionen im Wert von 1 Milliarden US-Dollar von Taobao-Nutzern getätigt. Ein Jahr später erreichten die Verkaufszahlen von Taobao.com in der ersten Stunde bereits 5 Milliarden US-Dollar. Die Gesamtsumme der Verkäufe am Singles Day 2016 betrug 17,8 Milliarden US-Dollar und stieg im Jahr 2017 auf 25 Milliarden US-Dollar an.